# Pollex spastica
Pollex spastica là một loài bướm đêm thuộc họ Erebidae. Nó được tìm thấy ở Panay ở Philippines.
Sải cánh dài khoảng 9 mm. 